# Internet Info
Internet Info je český vydavatel odborných internetových (on-line) deníků, jako Lupa.cz, Měšec.cz, Root.cz, Podnikatel.cz a Finance.cz. Provozuje služby Slunečnice.cz či NAVRCHOLU.cz a pořádá konference Czech Internet Forum, E-Business Forum, WebTop100 i anketu Křišťálová Lupa.

## Historie
Společnost 24. února 1998 založil Marek Antoš s Petrem Tesaříkem, který byl společníkem do roku 2001. V roce 2002 se společnost spojila s firmou 4Web provozující portály Root.cz, Navrcholu.cz a Woko.cz a minoritními společníky se tak stali Michal Krause a Tomáš Krause. V letech 2008 až 2020 byl společníkem též Ján Simkanič. Od března 2020 jsou společníky Marek Antoš (92 %) a Tomáš Krause (8 %).
Podle záznamu CZ.NIC vlastnila společnost Internet Info také doménu Noviny.cz, která však na oficiálním webu společnosti zmíněna nebyla a web Noviny.cz uvedl, že byla spravována společníkem společnosti Jánem Simkaničem za její podpory.
V lednu 2020 společnost Internet Info koupila od amerického majitele 100% podíl IDG Czech Republic vydávající Computerworld, CIO Business World, ChannelWorld, Security World, CFO World a HD World a provozující konference ICT ve zdravotnictví, ICT ve školství, Umělá inteligence a Cyber Security.
V lednu 2021 společnost Internet Info v dražbě koupila za 15,8 milionů Kč online divizi vydavatelství Mladá fronta vlastnící internetové portály Autobible.cz, Cnews.cz, Cochces.cz, Edna.cz, Euro.cz, Finance.cz (včetně subdomén), Finance.sk, Hrydnes.cz, Hryprebaby.sk, Hrypredivky.sk, Hryprodivky.cz, Hryzadarmo.sk, Jogo.cz, Mf.cz, Mujsoubor.cz, Nasvah.cz, Onlinovky.sk, Raketka.cz, Rodicov.cz, Softmania.sk, Stahnu.cz, Stiahnut.sk, Videacesky.cz a Zdravotnictviamedicina.cz.
V roce 2023 spustila společnost speciální přílohu Šetříme s Měšcem.  Web Podnikatel.cz dosáhl rekordní návštěvnosti 5,8 miliónů zhlednutých stránek.

## Vlastněné značky
| Název [Url]       | Popis                                                                  |
| ----------------- | ---------------------------------------------------------------------- |
| Autobible.euro.cz | portál o automobilech, motocyklech a řidičích                          |
| CFOworld          | portál pro finanční ředitele                                           |
| CIO               | strategie informačních technologií (IT) pro vedoucí (mamažery)         |
| COMPUTERWORLD     | deník a portál pro profesionály pracující v informačních technologiích |
| Cnews.cz          | zpravodajství o informačních technologiích (IT)                        |
| EDNA              | portál o seriálech a filmových sériích                                 |
| Euro.cz           | ekonomické zpravodajství                                               |
| Finance.cz        | portál o osobních i firemních financích                                |
| ChannelWorld      | portál pro přeprodejce (reseller) a dodavatele služeb                  |
| Lupa.cz           | portál o českém inernetu                                               |
| Měšec.cz          | portál o financích                                                     |
| NAVRCHOLU.cz      | portál pro monitorování návštěvnosti webů                              |
| PCWorld           | recenze, novinky a testu o internetu, software a hardware              |
| Podnikatel.cz     | portál pro podnikatele                                                 |
| Root.cz           | portál převážně o operačním systému Linux                              |
| Slunečnice.cz     | portál pro stahování legálního software                                |
| STAHUJ.CZ         | archiv software                                                        |
| SW.CZ             | internetový obchod prodávající software                                |
| Vitalia.cz        | portál o zdraví                                                        |
| Zdraví.euro.cz    | zpravodajství ze zdravotnictví                                         |